# 劳拉·埃斯基韦尔

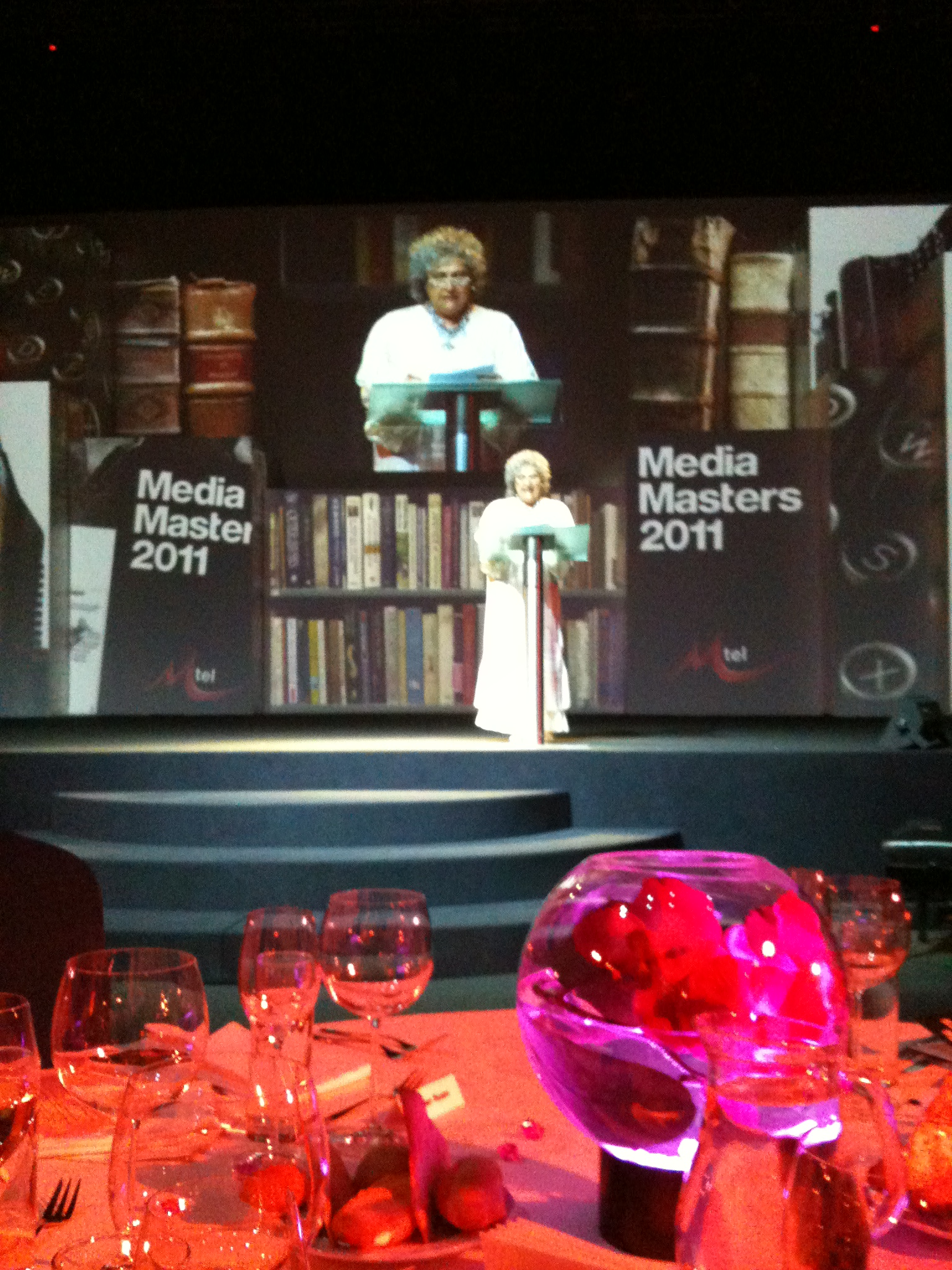
2011年

劳拉·埃斯基韦尔（Laura Esquivel，1950年9月30日—），墨西哥作家。主要作品有《恰似水之于巧克力》、《爱情法则》、《亲切而多汁的美味，厨房的哲学著作》、《像渴望的那么迅速》。